# Pomogáts Béla
Pomogáts Béla (Budapest, 1934. október 22. – 2023. május 1.) Széchenyi-díjas magyar kritikus, tanár, irodalomtörténész, az irodalomtudományok doktora.

## Élete
Pomogáts József és Bezsilla Erzsébet gyermekeként született.
1953-ban érettségizett a pesti Piarista Gimnáziumban. 1953–1958 között az Eötvös Loránd Tudományegyetem Bölcsészettudományi Karának magyar szakos hallgatója volt.
Részt vett az 1956-os forradalomban. 1959–60-ban internálótáborban volt. 1961–1965 között Budapesten középiskolában tanított. 1965 óta a Magyar Tudományos Akadémia Irodalomtudományi Intézetének munkatársa, valamint a 20. századi osztály vezetője, 1992 óta igazgató-helyettese, 1996 óta tudományos tanácsadója. 1994–1997 között a Magyar Tudományos Akadémia közgyűlési képviselője, az Akadémiai Kutatóhelyi Tanácsának, az Irodalomtudományok Bizottságának, a Magyar–Román Történész Vegyesbizottságnak, a Doktori Tanács irodalomtudományi szakbizottságának tagja.
1990 óta a Literatura főszerkesztője, a Vigilia, a Nyelvünk és Kultúránk, a Valóság, a Kisebbségkutatás szerkesztőbizottsági tagja. 1996–1999 között a Magyar Nemzet szerkesztőbizottságában dolgozott. 1992-től az Anyanyelvi Konferencia elnöke. 1989–1994 között a TUDOSZ elnökségi tagja, 1993–1995 között a magyar Demokratikus Charta szóvivője volt. 1993–2004 között az Írószövetség elnökségi tagja, 1995–2001 között elnöke volt. 1994 óta az Ötvenhatos Emlékbizottság szóvivője, 2002–2007 között az Illyés Közalapítvány elnöke, 2002–2013 között az Illyés Gyula Archívum és Műhely tudományos vezetője volt.

## Művei
- Kuncz Aladár; Akadémiai, Budapest, 1968 (Irodalomtörténeti füzetek)
- Májusfák. Magyar líra 1945–1948; vál., szerk., bev., jegyz. Pomogáts Béla; Kozmosz Könyvek, Budapest, 1970 (Magyar irodalom gyöngyszemei)
- Huszonöt év magyar prózája 1945–1969. Bibliográfia; Fővárosi Szabó Ervin Könyvtár, Budapest, 1970
- Mai magyar költők antológiája; szerk. Juhász Ferenc, Pomogáts Béla, bev. Juhász Ferenc; Kozmosz, Budapest, 1974 (A magyar irodalom gyöngyszemei)
- A Dunánál. A szomszédos szocialista országok magyar költői; Magyar Írók Szövetsége Költői Szakosztálya, Budapest, 1974
- Déry Tibor; Akadémiai, Budapest, 1974 (Kortársaink)
- A költő felel; vál., szerk. Pomogáts Béla, ill. Kass János; Ifjúsági, Budapest, 1975
- Regénytükör. Harminchárom új magyar regény; Kozmosz Könyvek, Budapest, 1977
- Radnóti Miklós; Gondolat, Budapest, 1977 (Nagy magyar írók)
- Sorsát kereső irodalom. Tanulmányok; Magvető, Budapest, 1979 (Elvek és utak)
- Versek közelről. Értelmezések és magyarázatok; Kozmosz Könyvek, Budapest, 1980
- A tárgyias költészettől a mitologizmusig. A népi líra irányzatai a két világháború között; Akadémiai, Budapest, 1981 (Irodalomtörténeti könyvtár)
- Az újabb magyar irodalom, 1945–1981; Gondolat, Budapest, 1982
- A transzilvánizmus. Az Erdélyi Helikon ideológiája; Akadémiai, Budapest, 1983 (Irodalomtörténeti füzetek)
- Doromboló (szerkesztő, 1983)
- Emlék és varázslat. Vallomások Radnóti Miklósról (vallomások, 1984)
- Kistükör. Magyar irodalomtörténeti arcképek (szerkesztő, 1985)
- Otthon a világban. Írások Takáts Gyuláról (monográfia, 1986)
- Öröktűz. Elbeszélések az Isten-kereső emberről; vál. és szerk. Lukács László, Pomogáts Béla, Rónay László, bev. Vajda Endre; Vigilia, Budapest, 1986 (Vigilia-könyvek)
- Jékely Zoltán; Akadémiai, Budapest, 1986 (Kortársaink)
- Béládi Miklós–Pomogáts Béla–Rónay László: A nyugati magyar irodalom 1945 után; bibliográfia B. Hajtó Zsófia; Gondolat, Budapest, 1986
- Jelenidő az erdélyi magyar irodalomban (tanulmányok, 1987)
- Költészet és népiesség (tanulmányok, 1987)
- Mindenség és történelem. Juhász Ferenc eposzai (tanulmányok, 1988)
- Jelzés a világba. A magyar irodalmi avantgarde válogatott dokumentumai; vál., szerk. Béládi Miklós és Pomogáts Béla, .szöveggond. Pomogáts Béla; Magvető, Budapest, 1988
- Erdélyi magyar olvasókönyv (szerkesztő, 1989)
- Irodalmunk szabadságharca: egy esztendő irodalmi élete 1956 (tanulmányok, 1989)
- Az irodalom köztársasága (szerkesztette, 1990)
- Kisebbség és humánum. Műértelmezések az erdélyi magyar irodalomból (tanulmányok, kritikák, 1990, 1998)
- Párbeszéd Magyarországgal. Nyugat-európai és tengerentúli magyar tanulmányok (szerkesztő, 1991)
- Noé bárkája (tanulmányok, 1991)
- Erdély jelene és jövője. Tanulmányok és előadások; szerk. Beke György, Pomogáts Béla; Erdélyi Szövetség, Budapest, 1991
- Magyar kisebbségek a Kárpát-medencében. A Berzsenyi Dániel Irodalmi és Művészeti Társaság 1990. május 4–5-i keszthelyi tanácskozásának anyaga; szerk. Pomogáts Béla; Berzsenyi Dániel Irodalmi és Művészeti Társaság–Somogy Megyei Könyvtár, Kaposvár, 1991
- Napló a történelemről, 1989–1992. Publicisztikai írások; Pesti Szalon, Budapest, 1992
- Márai Sándor breviáriuma (válogatás, 1992)
- Ötágú Síp. A határokon túli magyar irodalom antológiája (válogatás, 1992)
- Macskakalendárium (összeállította, 1992)
- A romániai magyar irodalom (monográfia, 1992)
- Negyedik Európa (tanulmányok, 1992)
- Magyar girondisták (tanulmányok, 1993)
- Ezredvég. Magyar lehetőségek és feladatok; Intermix–Patent, Budapest–Ungvár, 1993 (Az Erdélyi Szövetség füzetei)
- Az idő fölött: 1956 (cikkek, 1993)
- Erdélyi városképek; összeáll., bev., életrajz Pomogáts Béla; Madách-Posonium, Bratislava, 1994 (Magyarok világkönyvtára)
- Nyugati égbolt. Tanulmányok a nyugati magyar irodalomról (tanulmányok, 1994)
- A negyedik esztendő (cikkek, 1994)
- A legszebb macskatörténetek (szerkesztő, 1994)
- Erdélyi tükör (tanulmányok és emlékezések, 1995)
- Kárpát-medencei körséta (tanulmányok, 1995)
- Vázlat az egészről. Déry Tibor tizenegy regénye (tanulmányok, 1995)
- Politika és poétika. Tanulmányok a népi irodalomról; Felsőmagyarország, Miskolc, 1996
- Hulló levelek vére (történetek 1956-ról, válogatás, 1996)
- Kisebbségben és magyarságban. Tanulmányok a szlovákiai magyar irodalomról (tanulmányok, 1997)
- Között. Irodalom és közélet (tanulmányok, 1997)
- Másik Magyarország. Tanulmányok a Nyugat íróiról (tanulmányok, 1997)
- Huszonöt esztendő az Anyanyelvi Konferenciák történetében. Dokumentumok; szerk. Kolczonay Katalin, Pomogáts Béla; Nemzetközi Hungarológiai Központ, Budapest, 1996
- Querela Hungariae. Trianon és a magyar irodalom; összeáll. Pomogáts Béla; Széphalom Könyvműhely, Budapest, 1996
- Budapesti néző. Írások erdélyiségről, magyarságról, európaiságról; Minerva, Kolozsvár, 1997 (Minerva könyvek)
- Az irodalom védelmében (tanulmányok, cikkek, 1998)
- Épülő hidak. Románok és magyarok (tanulmányok, 1998)
- Párbeszéd anyanyelven. Tanulmányok és cikkek a magyar irodalomról és az anyanyelvi mozgalomról; A Magyar Nyelv és Kultúra Nemzetközi Társasága–Anyanyelvi Konferencia, Budapest, 1998 (Nyelv és lélek könyvek)
- In memoriam Dsida Jenő (szerkesztő, 1998)
- Két választás között. Egy nemzeti liberális naplója (napló, 1999)
- Szövegközelben. Verselemzések századunk magyar lírájából (verselemzések, tanulmányok, 1999)
- Az írás értelme (tanulmányok és elemzések, 2000)
- Változatok az avantgárdra (tanulmányok, 2000)
- Leletmentés. Tanulmányok és kritikák erdélyi írók műveiről (tanulmányok, 2000)
- Faludy György; Glória, Budapest, 2000
- Nyugat és Kelet között (esszék, tanulmányok, 2000)
- In memoriam Kassák Lajos (szerkesztő, 2000)
- Trianon. A magyar békeküldöttség tevékenysége 1920-ban; bev., iratvál. Pomogáts Béla, forrásszerk., sajtó alá rend. Ádám Magda és Cholnoky Győző; Lucidus, Budapest, 2000 (Kisebbségkutatás könyvek)
- Változó Erdély (tanulmányok, 2001)
- „Transsylvan hősköltemény”. Az erdélyi irodalomról; Krónika Nova, Budapest, 2001 (Esszék – irodalomról)
- Történelem jelenidőben. Tanulmányok; Mundus, Budapest, 2001
- Pethő Bertalan–Pomogáts Béla: Nehéz hűségben. Portrék a Kárpát-medence magyarjairól a rendszerváltozás előtt, 1969–1989; Platon, Budapest, 2001
- Erdélyi műhely (cikkek, 2001)
- Megújulásra váró hagyomány. Kereszténység, közélet, irodalom; CET Belvárosi, Budapest, 2002
- A hűség vallomásai. Megemlékezés Beke György hetvenötödik születésnapján a Budapesti Székely Házban; összeáll. Pomogáts Béla; Közdok, Budapest, 2002
- Escorial avagy a Cs-tartomány; összeáll. Pomogáts Béla; Madách-Posonium–Lilium Aurum, Bratislava, 2002
- A kor falára. Áprily Lajos emlékezete; vál., szerk., összeáll. Pomogáts Béla; Nap, Budapest, 2002 (Emlékezet)
- Villanófényben (cikkek, 2002)
- A kandúr csodatettei. Magyar írók a macskáról; gyűjt., összeáll. Pomogáts Béla; Noran, Budapest, 2003 (Novella)
- Kulcsok Erdélyhez; Pallas-Akadémia, Csíkszereda, 2003 (Bibliotheca Transsylvanica)
- Jelszó és mítosz; összeáll., bev. Pomogáts Béla; Mentor, Marosvásárhely, 2003
- Magyarok között a nagyvilágban. Úti beszámolók, 1980–2001; A Magyar Nyelv és Kultúra Nemzetközi Társasága–Anyanyelvi Konferencia, Budapest, 2003 (Nyelv és lélek könyvek)
- Költői univerzum. Tanulmányok Juhász Ferenc költészetéről; Littera Nova, Budapest, 2003 (Magister könyvek)
- Irodalmi nemzet (2003)
- Fordulat Erdélyben 1988–1990 (2003)
- Erdélyi autonómia – európai integráció. Tanulmányok; Nagyváradi Ady Társaság, Nagyvárad, 2004 (NAT könyvek)
- A szellem köztársasága. Tanulmányok; Akadémiaim, Budapest, 2004
- Vajúdó idők küszöbén. Erdélyi magyar írók történelmi elbeszélései; gyűjt., összeáll., szerk. Pomogáts Béla; Noran, Budapest, 2004 (Novella)
- Lélek …tesz csuda dolgokat. Antológia. Százéves a Berzsenyi Társaság; szerk. Pomogáts Béla, Varga István; Berzsenyi, Kaposvár, 2004
- Tükör és minta. Irodalmi stratégiák az ezredfordulón. Előadások és tanulmányok; Zalai Írók Egyesülete, Zalaegerszeg, 2004 (Pannon tükör könyvek)
- Erdélyi tetőn (irodalomtörténeti tanulmányok, 2004)
- A költészet szigettengere (2004)
- Mécsvilág. Közéleti krónika 1991–1995; Közdok, Budapest, 2005
- A szigettenger költészete. Magyar líra a huszadik század utolsó évtizedeiben; Littera Nova, Budapest, 2005 (Magister könyvek)
- Öt költő. Irodalomtörténeti tanulmányok. Ady Endre, Babits Mihály, Illyés Gyula, József Attila, Kosztolányi Dezső erdélyi vonatkozásai; Mentor, Marosvásárhely, 2005
- Magyar régiók. Különbözés az egységben – egység a különbözésben. Tanulmányok, előadások, jegyzetek; Lilium Aurum, Dunaszerdahely, 2005
- Felelősség Erdélyért; Pallas-Akadémia, Csíkszereda, 2005–2006
  - 1. Nemzetpolitikai jegyzetek, 1988–1994; 2005
  - 2. Függetlenség és felelősség. Nemzetpolitikai jegyzetek, 1995–1997; 2006
  - 3. Magyar ezredforduló. Nemzetpolitikai jegyzetek, 1998–2000; 2006
- A szabadságról és a zsarnokságról. Az ötvenhatos forradalom és a magyar irodalom; szerk., tan. Pomogáts Béla; Királyhágómelléki Református Egyházkerület, Nagyvárad, 2006
- Ötvenhat csillaga. Emlékezések és tanulmányok; Széphalom Könyvműhely, Budapest, 2006
- A valóság poézise. Írások Takáts Gyuláról; Littera Nova, Budapest, 2006 (Magister könyvek)
- 1956. Magyar írók novellái; gyűjt. összeáll. Pomogáts Béla; Noran, Budapest, 2006 (Novella)
- Együtt Európában. Tanulmányok és előadások; Komp-Press–Korunk Baráti Társaság, Kolozsvár, 2006 (Ariadné könyvek)
- Tiszta beszéd. A magyar irodalom forradalma 1956-ban; vál., szerk. Pomogáts Béla; Mundus, Budapest, 2006
- Ötvenhat. Ötvenhat írás ötvenhatról és utóéletéről; Közdok, Budapest, 2006
- Szembenézni a történelemmel. Tanulmányok az ötvenhatos forradalomról; Hungarovox, Budapest, 2006
- Irodalom a korfordulón; Lucidus, Budapest, 2007 (Kisebbségkutatás könyvek)
- Változó világban (2007)
- Számadás az ünnepről. Írások az ötvenhatos forradalom félévszázados évfordulójára; Felsőmagyarország, Miskolc, 2007
- A szellem stratégiája (2007)
- Sokarcú erdélyiség (2007)
- A nemzet imája. Tanulmányok a Himnuszról; összeáll. Pomogáts Béla; Pro Universitate Partium Alapítvány, Nagyvárad, 2007
- Cselényi László; Nap, Dunaszerdahely, 2007 (Műhely)
- Magyar Dunántúl. Művelődéstörténeti olvasókönyv; összeáll., bev. Pomogáts Béla; Pro Pannonia, Pécs, 2007 (Pannónia könyvek)
- Dsida Jenő emlékkönyv; szerk. Pomogáts Béla; Lucidus, Budapest, 2007 (Kisebbségkutatás könyvek)
- Magyar irodalom Erdélyben, irodalmi dokumentumok; Pallas-Akadémia, Csíkszereda, 2008–2014
  - 1-2. 1918–1944; 2008
  - 3-4. 1945–1968; 2009
  - 5-6. 1968–1989; 2010
  - 7. 1990–2005; 2014
- Beke György emlékezete. Halálának első évfordulójára; szerk. Pomogáts Béla; Közdok, Budapest, 2008
- Egyensúlykeresés. Tanulmányok és cikkek; Madách-Posonium, Pozsony, 2008
- Egy polgár vallomásai (Márai Sándorról, 2008)
- Európa vonzásában. Öt tanulmány; Littera Nova, Budapest, 2008 (Világablak könyvek)
- Magyar tájak – magyar irodalom. Szöveggyűjtemény; vál. Pomogáts Béla; Lilium Aurum, Dunaszerdahely, 2008
- Mennyből az angyal. In memoriam Márai Sándor; vál., szerk., összeáll. Pomogáts Béla; Nap, Budapest, 2008 (In memoriam)
- Nyugat. 34 év, 34 író, 34 novella; vál. Pomogáts Béla; Noran, Budapest, 2008 (Novella)
- Üdvözlégy, szabadság! Magyar írók Észak-Erdély és Székelyföld 1940-es visszavételéről; vál., szerk. Pomogáts Béla; Kráter, Budapest, 2008 (Metamorphosis Transsylvaniae)
- Arion lantja. Tanulmányok Somlyó György költészetéről; Littera Nova, Budapest, 2009 (Magister könyvek)
- Erdélyi út. Történelmi olvasókönyv; vál., szerk. Pomogáts Béla; Lucidus, Budapest, 2009 (Kisebbségkutatás könyvek)
- Hazatért irodalom. Tanulmányok a nyugati magyar irodalomról; Krónika Nova, Budapest, 2009
- Kihívás és felelősség. Irodalmunk Európában. Tanulmányok; Hungarovox, Budapest, 2009
- Példázatos krónikák. Irodalmi tanulmányok; Felsőmagyarország, Miskolc, 2009 (Vízjel sorozat)
- Régió Európában: a Vajdaság. Irodalom, nemzet, régió. Tanulmányok és kritikák; VMMI, Zenta, 2009
- Erdélyről Trianonban; sajtó alá rend. Pomogáts Béla; Mentor, Marosvásárhely, 2010
- Hazatérő irodalom. Tanulmányok nyugati magyar írókról; Littera Nova, Budapest, 2010 (Világablak könyvek)
- Magyar ünnepek. Verses kalendárium. 236 vers; összeáll., bev. Pomogáts Béla; A Magyar Nyelv és Kultúra Nemzetközi Társasága–Anyanyelvi Konferencia, Budapest, 2010 (Nyelv és lélek könyvek)
- Nyelvhaza. Százhárom vers a magyar nyelvről; összeáll. Pomogáts Béla; A Magyar Nyelv és Kultúra Nemzetközi Társasága–Anyanyelvi Konferencia, Budapest, 2010 (Nyelv és lélek könyvek)
- Psalmus Hungaricus. Szépirodalmi művek és történelmi dokumentumok Erdély 1918–1920-as elszakításáról; vál., szerk. Pomogáts Béla; Kráter, Budapest, 2010 (Metamorphosis Transsylvaniae)
- A szellem önvédelme. Írások Radnóti Miklósról; Széphalom Könyvműhely, Budapest, 2010
- Egy eszme indul. Reményik Sándor arcképéhez; Kairosz, Budapest, 2011
- Erdélyi irodalom, Nyugatról nézve. Az Új Látóhatár az erdélyi magyar irodalomról; összeáll., bev. Pomogáts Béla; A Magyar Nyelv és Kultúra Nemzetközi Társasága–Anyanyelvi Konferencia, Budapest, 2011 (Nyelv és lélek könyvek)
- Erdélyi költők antológiája; vál., szerk., utószó Pomogáts Béla; Éghajlat, Budapest, 2011
- Haza, a magasban. A "kettős kötődés" vita, 1968–1969; sajtó alá rend. Pomogáts Béla; Mentor, Marosvásárhely, 2011
- Magyar az űzött magyarságban. Szépirodalmi művek és történelmi dokumentumok az 1916-os erdélyi román betörésről és visszaveréséről; vál., szerk. Pomogáts Béla; Kráter, Pomáz, 2012 (Metamorphosis Transsylvaniae)
- A marosvécsi várban, Az Erdélyi Helikon íróiról; Hungarovox, Budapest, 2012
- Tündöklő forrás. Versek Berzsenyi Dánielről; szerk. Pomogáts Béla; Berzsenyi, Kaposvár, 2012
- Varázslat és hatalom. Tanulmányok a huszadik század első felének magyar költőiről; Felsőmagyarország, Miskolc, 2012
- „Bátrabb igazságokért”. Illyés Gyula az erdélyi magyarságról, 1977–78; vál., sajtó alá rend., előszó Pomogáts Béla; Mentor, Marosvásárhely, 2013
- Dunántúli tükör. Portrévázlatok és kritikák; Berzsenyi Dániel Irodalmi és Művészeti Társaság, Kaposvár, 2013
- A félmúlt könyvei. Könyvismertetések; Székely Ház Közhasznú Alapítvány, Budapest, 2013
- Jelenben élő múlt. Irodalmi tanulmányok; Napkút, Budapest, 2013
- Műhely Kolozsváron. Írások a Korunk című folyóiratban; Székely Ház Közhasznú Alapítvány, Veresegyház, 2013
- A lélek térképe. Tanulmányok és előadások; Intermix, Ungvár–Budapest, 2014 (Kárpátaljai magyar könyvek)
- Magyar csillagok. Versek a magyar történelem nagyjaihoz; vál., szerk., előszó Pomogáts Béla; Éghajlat, Budapest, 2014
- A magyar irodalom köztársasága. Irodalomtörténeti tanulmányok; Nap, Budapest, 2014 (Magyar esszék)
- Varázskörben. Tanulmányok és előadások; Hét Krajcár, Budapest, 2014
- Határok nélkül. Tanulmányok; Mentor, Marosvásárhely, 2015
- "Hol vagy István király?". Szent István alakja a magyar irodalomban; összeáll. Pomogáts Béla; Vörösmarty Társaság, Székesfehérvár, 2015
- Magyar Erdély. Tanulmányok; Hét Krajcár, Budapest, 2015
- Történelmi sorsfordulók. Az I. világháború a magyar irodalomban; Lucidus, Budapest, 2015 (Kisebbségkutatás könyvek)
- Magyar irodalom – határok nélkül; Pro Pannonia, Pécs, 2016 (Pannónia könyvek)
- Válaszutak. Erdélyi válaszutak. Tanulmányok; Felsőmagyarország, Miskolc, 2016
- Erdélyi elégiák. Tanulmányok Jékely Zoltánról; Lucidus, Budapest, 2016 (Kisebbségkutatás könyvek)
- Erdélyi műhely Budapesten. Irodalmi tanulmányok; Pallas-Akadémia, Csíkszereda, 2016
- Kihívások. Irodalmi tanulmányok; Hungarovox, Budapest, 2017
- Vázlat a mindenségről. In memoriam Juhász Ferenc; vál., szerk., összeáll. Pomogáts Béla; Nap, Budapest, 2017 (In memoriam)
- Történelmi sorsfordulók egy alkotó értelmiségi életpályája tükrében. Pomogáts Béla életútinterjú; tan., riporter, jegyz. Képiró Ágnes; Belvedere Meridionale, Szeged, 2020

## Díjai, elismerései
- MTA kritikai nívódíj (1970)
- Alföld-díj (1982)
- Bárczi Géza Érem (1985)
- a Művészeti Alap irodalmi díja (1986)
- Akadémiai Díj (1989)
- 1956-os emlékérem (1991)
- József Attila-díj (1991)
- az Év Könyve-jutalom (1992)
- A Magyar Köztársasági Érdemrend középkeresztje (1994)
- Cívis-díj (1996)
- Nagy Imre-emlékplakett (1996)
- Kisebbségekért-díj (1996)
- Tekintet-díj (1997)
- Bocskai István-díj (1998)
- Nagy Lajos-díj (1998)
- Jósika Miklós-díj (2002)
- Fábry Zoltán-díj (2002)
- Széchenyi-díj (2003)
- Julianus-díj (2004)
- Nemes Nagy Ágnes-díj (2005)
- Aranyalma díj (2005)
- Varadinum-díj (2005)
- Szabadság Hőse emlékérem (2006)
- Komlós Aladár-díj (2007)
- Radnóti Miklós antirasszista díj (2023)[3]

## Érdekességek
Balázs Géza szerint Lázár Ervin a Gyere haza, Mikkamakka című meséjében róla nevezte el az erdő lakóit megrémisztő szörnyeket, a pomogácsokat. 